# Pedal steel gitár

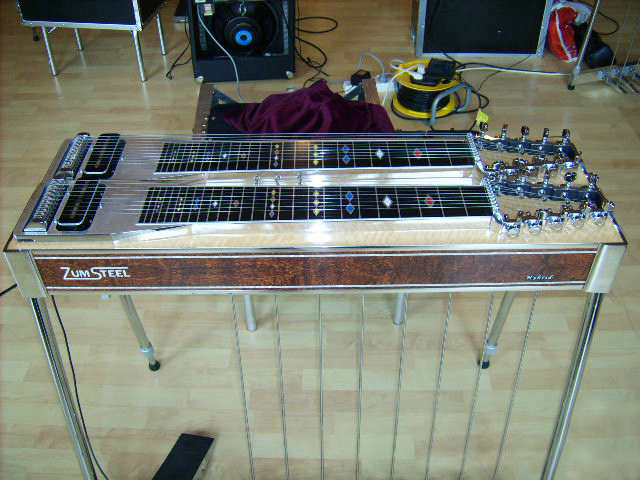

A pedal steel gitár kialakulása és fejlődése az 1800-as évek végén kezdődött, amikor a gitár hagyományos megszólaltatása mellett megjelent egy új játéktechnika. Nem az ujjakkal fogták le a hangokat a fogólapon, hanem egy – többnyire egy acél, vagy üveg rúddal (bar) érintették meg a nyaktól megemelt húrokat. Ezáltal glissandoszerűen, a hangmagasságot folyamatosan változtatva lehetett játszani. A Hawaii szigetek jellemző, édeskés dallamhangszerévé vált.

## Története

### Kialakulása
A hawaii stílusú játékmód nagyon népszerűvé vált az 1920-as 30-as években. Mivel zenekarban, szólóhangszerként a hangereje gyenge volt, megindultak a fejlesztések is a hangerő növelése érdekében. Az ujjra húzható acélkörmökkel sikerült némileg a hangerőt növelni, de erőteljesebb megszólalást a hangszer fedőlapjába épített, kúp alakú fém rezonátorral értek el, a cseh származású Doypeyra testvérek. Nevükből ered a „dobro gitár” elnevezés is. Jellegzetesen fémes hangja főleg a country és blues zenében jelenik meg. Amíg a hangszer, a hawaii gitár oldalhajtásaként, változatlan formában maradt meg a mai napig, addig a hawaii gitár fejlődésének új lökést adott az elektromos hangszedő, a pickup megjelenése. Így már bármilyen zenekarban igazi szólóhangszerré lépett elő.
A pickup használata elhanyagolhatóvá tette a gitár testének rezonáló szerepét, ezért 30-as években megjelentek a tömör, fatestű hangszerek Adolf Rickenbacher, Paul Bigsby és Leo Fender műhelyéből. A hangszert játék közben az ölben kellett tartani ezért angolul a lap gitár (lap = öl) elnevezést kapta. Szokásos még slide gitárnak (slide=csúszás) is nevezni, bár manapság a hagyományos, nyakba akasztott gitáron, a kisujjra húzott slide gyűrűvel, vagy csővel történő játékot értik alatta.
A fejlődés következő állomásaként, a kényelmesebb játékmód miatt, kezdetben három, majd négy lábra helyezték a hangszert, így állva is lehetett rajta játszani. Ekkor már acélos hangja miatt steel gitárnak nevezik.
A játékmód jellegzetességét és egyben a korlátját a bar használata jelenti. A hawaii stílusú játékban a dallamok díszítése terc- vagy szextmenetekben történik, mert akkordokat lefogni csak a húrokra merőlegesen tartott bar-ral lehetséges, és azt is csak az alaphangolásnak megfelelő harmóniában. A tercmenetek esetén a párhuzamban megszólaló hangok nincsenek mindvégig azonos hangtávolságra egymástól – a hangköz kisterc és nagyterc között váltakozik a skála felépítésének megfelelően -, ezért a bar-t időnként diagonál (átlós) helyzetben kell a húrokra fektetni. Ebben a pozícióban csak két hangot lehet egyidejűleg tisztán megszólaltatni, harmóniát is csak az egymás melletti három húron, mert a bar csak ebben az esetben helyezhető pontosan a bundok fölé. Ennek a problémának a kiküszöbölése volt a fejlesztés legfőbb iránya.
Megjelentek a nyolc húros hangszerek is. A különböző hangolású három, sőt négy nyak egy játszóasztalra építése is csak félmegoldás volt a hangnem- és harmóniaváltás problémájára, mert amellett, hogy nehézkessé tette a játékot, mégsem lehetett minden akkordot lefogni a bar-ral.

### Fejlődése
1940-ben a Gibson Guitar Corporation egy új megoldással állt elő. A hárfák gyors hangolására alkalmazott pedál szisztémát adaptálta a steel gitárra. A hárfán a húrokhoz háromállású, hangolható pedálsor csatlakozik. A középső, alaphelyzethez képest a pedálok fölső, vagy alsó pozícióba való beakasztásával fixálni lehet a húrt alacsonyabb, vagy magasabb hangon, így tetszőleges skálára lehet a hangszert beállítani, akár játék közben is. Az új típusú hangszer a kissé félrevezető "elektraharp" (elektromos hárfa). elnevezést kapta. A bal oldali lábakra szerelt 4-6 pedállal lehet megemelni a húrok hangmagasságát, hogy a kívánt harmónia hangjai a különböző húrokon egymás alatt, vagyis azonos bundnál legyenek.
1950 körül Paul Bigsby a pedál használatot könnyebbé tevő, új elrendezéssel kezdte készíteni a hangszereit. Az első két lábat összekötötte egy kereszt merevítővel és arra szerelte a pedálokat. Ezzel kialakult a pedal steel gitár mechanikájának mai elrendezése és kinézete.
A pedálok standard hangolása még csak kialakulóban volt, a játékosok a tapasztalataik alapján egyéni beállításokkal használták. 1953-ban Bud Isaacs egy pedálra két húrt is kötött, aminek a jelentősége azért volt nagy, mert így folyamatos átmenettel, vagyis egy pengetéssel lehetett az egyik harmóniát a másikba átvezetni.
Ez idő tájt egy másik jelentős fejlesztés Zane Beck nevéhez fűződik. Mivel egy lábbal egyszerre csak az egymás mellett lévő két pedált lehet lenyomni, ezért a pedálhasználatot kiszélesítendő, a játszólap alá négy, a térdekkel eltolható kart (knee lever) szerkesztett. Ezek eleinte a húrok hangmagasságát csökkentették, szemben a lábpedálok emelésével. Így az egyszerre használható pedálok száma is kettőről négyre nőtt. A további fejlesztések többnyire az eddig kialakult mechanikai megoldások tökéletesítésére korlátozódott.
Két neves hangszerjátékos Buddy Emmons és Jimmi Sun nevéhez fűződik a kilencedik és tizedik húr bevezetése, amit hangmagasságban az alattuk lévő 7. és 8. húr közé hangoltak, így kialakult az E9-es harmóniára történő hangolás, aminek érdekessége, hogy az újonnan bevezetett két fölső húrt mélyebbre kell hangolni az alattuk lévőnél.

## Hangolás és beállítás
A pedal steel gitár egyes pedáljainak hang felemelő és leszállító funkciói, valamint a húrok hangolása mára nagyrészt kialakult. Ennek során három fő csoport különült el. Ezek a játszott zenei stílusra jellemző skálákhoz és akkordokhoz legjobban alkalmazkodó beállítások.
A country zene egyszerűbb akkordfűzéseihez az ún. E9-es hangolás terjedt el, amiben a szeptimet és a nónát az alap E-dúr hangolás is tartalmazza. Tíz húr, négy térdpedál és három padlópedál tartozik a standard beállításhoz, amihez újabban egy negyedik – a kitalálójáról Franklin pedálnak nevezett – is elterjedőben van. Ez a legegyszerűbb "egynyakú" pedal steel gitár.
A jazzban és bluesban főleg a C6-os hangolás használatos. Ehhez a tíz húr mellett 5 padlópedál és 2-4 térdpedál használatos. Legtöbbször egy játszóasztalra építik össze az E9-es manuállal. Ez a legelterjedtebb "kétnyakú" pedal steel gitár.
A harmadik az ú.n. Universal 12 hangolás, ami az E9-es beállítás bonyolultabb változata. 12-14 húros, 4-6 térd pedál és 5-6 padló pedál tartozik hozzá. Általában az első három padlópedál hangolása megegyezik az E9-es beállítással. Nevéhez illően bármely zenei stílusban használható.
A pedal steel gitárok beállításaival (set up) a kísérletezés még ma is folyik. Ezt a legtöbb neves játékos a saját igényeihez igazítja, amit egy "mechanikus kapcsolási táblázatban" (copedant)  szokott közreadni. A hangszerkészítók is a copedant alapján építik az új "custom" hangszereket.

## Játékmód
A pedal steel gitár legfőbb tartozéka az elektronikus hangerősítő.  Ma már külön erre a hangszerre kifejlesztett erősítőket készítenek, amit többek között a különlegesen fényes, magas  hangszín is indokol.
A megszólaltatásához szükség van a hangot lefogó fém rúdra (bar), valamint az ujjakra húzott, 3-4 fém vagy műanyag pengetőre.
A pedal steel gitáron csak ülve lehet játszani, mivel a játékos a lábaival és a térdeivel folyamatosan áthangolja a hangszert a kívánt harmóniáknak, vagy futamoknak megfelelően. A bal láb 3-9 padlópedált, valamint a térdeknél 2-3 – jobbra, balra és felfelé eltolható – kart kezel. A jobb láb a balhoz hasonló térd pedálokat, valamint a hangerő pedált kezel. A hangerő pedál a szóló kiemelésén kívül leginkább a hosszú, kitartott hangok lecsengésének meghosszabbítására szolgál. A hang elhalkulását lehet ellensúlyozni a pedál fokozatos lenyomásával. Ez a hosszú lecsengés segíti elő, hogy több harmóniát egybe lehessen fűzni folyamatos átmenettel. Ez a steel gitár megszólalásának legfőbb jellemzője.
A játéktechnikának egyik sarkalatos pontja nem a hang megszólaltatása, hanem annak elnémítása, tompítása (blocking). Amíg a hagyományos gitárokon a lefogott húr elengedése automatikusan megszünteti annak rezgését, addig a steel gitáron a bar többnyire állandó érintkezésben van a húrokkal, ezért a hang addig szól, amíg a húr rezeg. Disszonáns összecsengéseket eredményezne, ha az összes megpengetett húr csak magától halkulna el.
A tompításnak több technikája alakult ki. A legegyszerűbben a megpengetett húrt a jobb kéz kis ujjának és  tenyerének élével lehet elhallgattatni (palm blocking). Ennek a technikának az a korlátja, hogy tompításkor az egész csukló mozog, ami nehézkessé teszi a gyors futamok lejátszását. A legato jellegű lassabb dallamíveknél, vagy gyors, staccato játékmódnál használatos.
A másik technika az ujjhegyeket használja blokkolásra (pick blocking). Nyugalmi helyzetben a körömpengetős ujjak  a húrokon pihennek,  így a hang megszólaltatása a húrral már érintkezésben lévő pengetővel történik, nem úgy, mint az első esetben, ahol a pengető csak a pengetés pillanatában érintkezik a húrral. A kívánt hanghosszúság után vissza kell helyezni a pengetőt – mint az alaphelyzetben -, ezáltal megszűnik a hang. Ezen a módon már gyors legato-kat is le lehet játszani.
A harmadik technika a tompításra a bal kezet használja. Játék közben a bar-ral követni kell a pengetett húrok irányát a nyakra merőlegesen is, Emelkedő futamok esetében a bar-t tartó kéz hüvelykujja rácsúszik a mélyebb, vastagabb húrokra és elnémítja azokat. Fordított irányban a vékonyabb húrokról lehúzott bar miatt némul el a hang.
A negyedik módszer a hagyományos gitártechnikát utánozza, vagyis a lefogott hang a bar, húrokról történő felemelésével szűnik meg. Ezzel a módszerrel az üres húrokat (open string) is meg tudjunk szólaltatni a hangszerjáték során. Ez a dobró játék jellemző technikája is.
Ezeket a hang blokkolási módokat többnyire keverve használják a játékosok a kívánt hatásnak megfelelően.